# Mount Hillary
Mount Hillary är ett berg i republiken Irland.   Det ligger i grevskapet County Cork och provinsen Munster, i den sydvästra delen av landet, 220 km sydväst om huvudstaden Dublin. Toppen på Mount Hillary är 392 meter över havet, eller 265 meter över den omgivande terrängen. Bredden vid basen är 4,7 km.
Terrängen runt Mount Hillary är platt norrut, men söderut är den kuperad.Runt Mount Hillary är det ganska glesbefolkat, med 29 invånare per kvadratkilometer. Närmaste större samhälle är Mallow, 14,4 km öster om Mount Hillary. Trakten runt Mount Hillary består i huvudsak av gräsmarker.